# Janne Ylijärvi
Janne Ylijärvi, né le 14 mars 1979 à Göteborg, en Suède, est un sauteur à ski finlandais.

## Biographie
Il représente le club Lahden Hiihtoseura.
Dans la Coupe du monde, il fait ses débuts en mars 1999 à Lahti, puis marque ses premiers points en décembre 2001 à Predazzo (14e) et son meilleur résultat le mois suivant à Hakuba (13e). Peu après, à Sapporo, il monte sur son unique podium en épreuve par équipes.
Dans la Coupe continentale, il remporte un total de six concours et se classe deuxième de l'édition 2002.
Il n'est plus vu en compétition internationale depuis la fin d'année 2004.

## Palmarès

### Coupe du monde
- Meilleur classement général : 45e en 2002.
- Meilleur résultat individuel : 13e.
- 1 podium en épreuve par équipes : 1 troisième place.

#### Classements généraux
| Compet'/Année | Compet'/Année | Classement général | Classement général |
| ------------- | ------------- | ------------------ | ------------------ |
| Compet'/Année | Compet'/Année | Class.             | Points             |
| 2002          | 2002          | 45e                | 57                 |
| 2003          | 2003          | 73e                | 6                  |

### Coupe continentale
- 2e du classement général en 2002.
- 6 victoires.